# Allopsalliota
Allopsalliota es un género de hongos perteneciente a la familia Agaricaceae. El género es  monotípico y consiste en una única especie Allopsalliota geesterani.

## Sinonimia
- Agaricus geesterani Bas & Heinem. 1986[1]